# Крысолов (будущий фильм)
«Крысолов» — будущий фантастический фильм российского режиссёра Алексея Мизгирёва. Главные роли в нём сыграли Александр Кузнецов и Елизавета Янковская.

## Сюжет
Действие фильма происходит в 2030-е годы, когда из-за научных экспериментов появилось много людей с изменённым ДНК — «крыс». Между ними и обычными людьми, «крысоловами», разворачивается полноценная война.

## В ролях
- Елизавета Янковская
- Александр Кузнецов
- Фёдор Бондарчук

## Производство и премьера
Идея фильма принадлежит Алексею Мизгирёву. Он же написал сценарий совместно с Андреем Золотарёвым и стал режиссёром проекта. Главные роли получили Александр Кузнецов и Елизавета Янковская. Производством занялась компания Фёдора Бондарчука «Арт Пикчерс Студия». Съёмки начались в 2022 году, причём картина получила государственное финансирование. К июлю съёмки были практически завершены. Премьера фильма была запланирована на лето или осень 2023 года, но не состоялась в эти сроки. 
Известно, что прокатчиком картины станет компания «Централ Партнершип».